# Nagaru Tanigawa
Nagaru Tanigawa (谷川 流, Tanigawa Nagaru; 19 dicembre 1970) è uno scrittore e fumettista giapponese della prefettura di Hyōgo, nella regione di Kinki in Giappone. Si è laureato in legge nella Kwansei Gakuin University.
L'opera per cui è maggiormente famoso è la serie light novel La malinconia di Haruhi Suzumiya (涼宮ハルヒの憂鬱?, Suzumiya Haruhi no yūutsu), che gli meritò un premio agli Sneaker Awards e fu trasposta in versione anime. Benché tutte le altre serie light novel di Tanigawa siano interrotte da molti anni, l'autore ha cominciato a lavorare a una serie manga intitolata Kagerō meikyū; il primo volume completo è stato pubblicato nell'agosto 2009.

## Opere

### Light novel
Haruhi Suzumiya (Serie)
Stato: In corso
- La malinconia di Haruhi Suzumiya (涼宮ハルヒの憂鬱?, Suzumiya Haruhi no yūutsu) — ISBN 4-04-429201-9
- Il sospiro di Haruhi Suzumiya (涼宮ハルヒの溜息?, Suzumiya Haruhi no tameiki) — ISBN 4-04-429202-7
- La noia di Haruhi Suzumiya (涼宮ハルヒの退屈?, Suzumiya Haruhi no taikutsu) — ISBN 4-04-429203-5
- La scomparsa di Haruhi Suzumiya (涼宮ハルヒの消失?, Suzumiya Haruhi no shoshitsu) — ISBN 4-04-429204-3
- La furia di Haruhi Suzumiya (涼宮ハルヒの暴走?, Suzumiya Haruhi no bōsō) — ISBN 4-04-429205-1
- L'inquietudine di Haruhi Suzumiya (涼宮ハルヒの動揺?, Suzumiya Haruhi no dōyō) — ISBN 4-04-429206-X
- Il complotto di Haruhi Suzumiya (涼宮ハルヒの陰謀?, Suzumiya Haruhi no inbō) — ISBN 4-04-429207-8
- La rabbia di Haruhi Suzumiya (涼宮ハルヒの憤慨?, Suzumiya Haruhi no fungai) — ISBN 4-04-429208-6
- La dissociazione di Haruhi Suzumiya (涼宮ハルヒの分裂?, Suzumiya Haruhi no bunretsu) — ISBN 978-4-04-429209-6
- La sorpresa di Haruhi Suzumiya (prima parte) (涼宮ハルヒの驚愕(前)?, Suzumiya Haruhi no kyogaku (zen)) —  ISBN 978-4-04-429211-9
- La sorpresa di Haruhi Suzumiya (parte finale) (涼宮ハルヒの驚愕(後)?, Suzumiya Haruhi no kyogaku (go)) - ISBN 978-4-04-429212-6

Lasciamo la scuola! (学校を出よう!?, Gakkō o deyō!) (Serie)
Status: Interrotta
- Escape from The School — ISBN 4-8402-2355-6
- I-My-Me — ISBN 4-8402-2433-1
- The Laughing Bootleg — ISBN 4-8402-2486-2
- Final Destination — ISBN 4-8402-2632-6
- Not Dead or Not Alive — ISBN 4-8402-2781-0
- Vampire Syndrome — ISBN 4-8402-2828-0

Dengeki Aegis 5
Status: Completata
- Dengeki!! Aegis 5 (電撃!! イージス5?) — ISBN 4-8402-2852-3
- Dengeki!! Aegis 5 Act.II (電撃!! イージス5 Act.II?) — ISBN 4-8402-3173-7

The Closed Universe
Status: Interrotta
- Quelli che si disperano (絶望系 閉じられた世界?, Zetsubōkei tojirareta sekai) — ISBN 4-8402-3021-8

Il guardiano del mio mondo
Status: Completata
- Boku no Sekai o Mamoru Hito (僕のセカイをまもるヒト?) — ISBN 4-8402-3206-7
- Boku no Sekai o Mamoru Hito 2 (僕のセカイをまもるヒト 2?) — ISBN 4-8402-3444-2
- Boku no Sekai o Mamoru Hito ex (僕のセカイをまもるヒト ex?) — ISBN 4-8402-3615-1

### Manga
Kagerō meikyu (Il labirinto dell'amnesia)
Status: In corso
- Kagerō meikyu 1 (蜻蛉迷宮 1?) — ISBN 4-04-868067-6
- Kagerō meikyu 2 (蜻蛉迷宮 2?) — ISBN 4-04-868301-2

### Collaborazioni
Bokusatsu tenshi Dokuro-chan desu
Status: Completata
- Bokusatsu tenshi Dokuro-chan desu (撲殺天使ドクロちゃんです?) — ISBN 4-8402-3443-4